# Niccolò Maria Lercari
Nicolò Maria Lercari (9 de novembro de 1675, Taggia - 21 de março de 1757, Roma) foi um cardeal italiano do século XVIII.

## Biografia
Nascido em Taggia, diocese de Albenga, na atual província de Impéria. Era descendente de uma família nobre, originária de Génova onde tinha dado numerosos doges e senadores à República. Filho de Giovanni Tommaso Lercari e primo de Giovanni Lercari, arcebispo de Gênova.
Em 1686 foi enviado para estudar em Roma, onde frequentou a Universidade La Sapienza, obtendo o doutoramento in utroque iure em 22 de setembro de 1696. Nomeado referendário do Supremo Tribunal da Assinatura Apostólica em 1699, tornou-se governador de Todi de 13 de abril de 1701 a 1704 e a partir de 1701 foi abreviador de Parco Maiori.
Ordenado sacerdote em 7 de dezembro de 1704, tornou-se governador de Benevento de 16 de janeiro de 1705 até finais de 1707; pela sua integridade e religiosidade obteve a estima do cardeal Vincenzo Maria Orsini, arcebispo de Benevento e futuro Papa Bento XIII e foi graças à sua influência que foi nomeado governador de Camerino de 9 de janeiro de 1708 a setembro de 1710. Governador de Ancona de 26 de julho de 1711 até maio de 1714, a partir de 19 de maio daquele ano tornou-se governador de Civitavecchia e Tolfa, permanecendo no cargo até abril de 1717. Governador de Perugia a partir de 26 de abril de 1717, tornou-se posteriormente presidente da Sagrada Congregação da Sagrada Consulta e árbitro do Supremo Tribunal da Assinatura Apostólica da Graça e da Justiça. Cônego e decano do capítulo da basílica papal de Latrão, tornou-se prefeito de cubiculi de Sua Santidade a partir de 7 de junho de 1724.
Lercari foi eleito arcebispo titular de Nazianzo em 12 de junho de 1724, foi consagrado no dia 18 de junho seguinte na capela de San Pio, no Vaticano, pelo Papa Bento XIII, assistido por Camilo Cybo, patriarca titular de Constantinopla, e por Prospero Marefoschi, arcebispo titular de Cesareia. Nomeado Secretário de Estado em 14 de junho de 1726, permaneceu no cargo até 21 de fevereiro de 1730.
Alcançado este novo cargo, obteve o cardinalato no consistório de 9 de dezembro de 1726, recebendo o título de Santos João e Paulo em 16 de dezembro daquele ano. Em 30 de setembro de 1727 foi nomeado protetor dos cônegos regulares de Latrão. Participou no conclave de 1730, que elegeu o Papa Clemente XII como pontífice e foi então eleito Camerlengo do Sagrado Colégio dos Cardeais a partir de 20 de janeiro de 1734, permanecendo no cargo até 17 de janeiro de 1735. Vice-legado em Avinhão de 27 de julho de 1739 a 8 de junho de 1744, participou novamente do conclave de 1740, onde foi eleito o Papa Bento XIV. Optou pelo título de San Pietro in Vincoli a partir de 11 de março de 1743 e destacou-se pela generosidade em fazer doações aos pobres e necessitados.
Faleceu em 21 de março de 1757, às 2h00, em seu palácio no Campo Marzio, em Roma. Seu corpo foi exposto na igreja de San Pietro in Vincoli, onde o funeral aconteceu e foi sepultado ali, em um túmulo apenas com seu nome e a insígnia do cardeal. Seu primo, o arcebispo Lercari de Gênova, ergueu um esplêndido monumento à sua memória na capela da família do presbitério da basílica de San Giovanni in Laterano em Roma, onde hoje ainda é possível ver uma estátua do cardeal Niccolò Maria Lercari acompanhado em oração por um magnífico elogio esculpido. Deixou o palácio que mandou construir em Albano como residência dos bispos daquela sé.